# Cape Girardeau Township
Cape Girardeau Township est un township du comté de comté de Cap Girardeau dans le Missouri, aux États-Unis,. En 2000, sa population s'élève à 37 778 habitants. Le township est fondé en 1807 et baptisé en référence à la ville du même nom.

## Source de la traduction
- (en) Cet article est partiellement ou en totalité issu de l’article de Wikipédia en anglais intitulé « Cape Girardeau Township, Cape Girardeau County, Missouri » (voir la liste des auteurs).